# Julija Snigir
Julija Snigir (rusky Юлия Снигирь; * 2. června 1983 Donskoj, Tulská oblast) je ruská herečka.

## Život
Vystudovala gymnázium a fakultu cizích jazyků (katedra angličtiny, obor anglická filologie) Moskevské státní pedagogické univerzity. Po ukončení studia pracovala jako učitelka angličtiny. Účastnila se castingů a studovala na divadelní škole Borise Ščukina.
Jejím filmovým debutem byla role ve filmu Poslední porub, natočeném v roce 2006.
V roce 2016 se jí a herci Jevgeniji Cyganovovi narodil syn.

## Filmografie (výběr)
- Atomový Ivan, 2012, Taťána
- Kokoko, 2012, Nataša
- Polární linka, 2013, Ljuda Poljakova
- Kateřina Veliká , 2015, seriál, hlavní role
- Krvavá paní, 2018, Darja Saltykovová
- Konec sezóny, 2019, Vera
- Dobrý člověk, 2019, seriál, Jevgenija Klučevskaja